# So stay together
「So stay together」（ソウステイトゥギャザー）は、スパークリング☆ポイントの2ndシングル。

## 内容
- 奄美大島出身の女性3人組ボーカルユニットのセカンドシングルである。
- タイアップはテレビ東京系列「モンキーターンV」第2期エンディング･テーマ。
- PVではブースでのレコーディング風景が使用されている。

## 収録曲
全作詞:スパークリング☆ポイント
1. So stay together
作曲:大野愛果  編曲:小澤正澄
2. Chocolate~the sweet night~
作曲:Michael Africk & Miguel Sá Pessoa  編曲:Michael Africk, Perry Geyer & Miguel Sá Pessoa
3. Please again
作曲:沢井美緒  編曲:Dreddy D
4. So stay together (Instrumental)